# 橋 (1988年の映画)
『橋』（はし）は、1988年制作の日本のサスペンス映画。

## あらすじ
弁護士の城所は先輩弁護士の江藤から、ある冤罪事件の再審請求を依頼される。その事件とは安曇野で起こった殺人放火事件で、長野県議会議長の酒井太一郎が有力な容疑者と目されていた。城所は早速調査を始めるが、当時の証人がボケてしまっているなどして、なかなか進まない。
そんな中、城所は繊維工芸デザイナーの高樹海子という女性に行き当たる。彼女は酒井のパトロンで、2人の間には子供も生まれていた。美しい海子に恋心を寄せていく城所であったが、やがて事件の驚くべき真相と海子の秘められた過去が明らかになってくる…。

## キャスト
- 高樹海子：島田陽子
- 城所達也：白竜
- 酒井太一郎：山村聡
- 片桐君江：小林哲子
- 江藤たか子：瑳峨三智子
- 柳井：田村高廣
- 友子：西尾かおる